# Горкумские мученики
Горкумские мученики или Горинхемские мученики (нидерл. Martelaren van Gorcum) — группа из девятнадцати нидерландских католических клириков, которые были повешены 9 июля 1572 года в городе Брилле воинствующими кальвинистами (гёзами) во время нидерландского восстания против испанского владычества, переросшего в Восьмидесятилетнюю войну.

## История
В первой половине XVI века в Западной Европе распространились различные формы протестантизма, в частности лютеранство и кальвинизм. В Нидерландах, находившихся тогда под властью Испании, император Карл V и его сын король Филипп II начали систематически искоренять новые религиозные движения, что привело к недовольству народа властями и католической церковью. Жители северных Нидерландов, которые были в основном протестантами, начали восставать против католических священников и монахов.
В 1572 году Нидерланды открыто восстали против испанского владычества, а кальвинизму удалось подавить лютеранство. 1 апреля следующего года силы кальвинистов и группа повстанцев (гёзы) захватили Брилле и Флиссинген.
В июне пали Дордрехт и Горкум, где повстанцы захватили девять францисканских священников: Николая Пика, Иеронима ван Верта, Теодора ван дер Эма, Никасия ван Хезе, Виллехада Датского, Годфрида ван Мервела, Антония ван Верта, Антония ван Хорнара и Франциска де Руа из Брюсселя. Также схватили двух конверзов из того же монастыря, Петра ван Аша и Корнелия ван Вейк-бей-Дюрстеде. Почти в то же время кальвинисты арестовали приходского священника Горкума Леонард ван Вегхела из Хертогенбоса и его помощника. Также были заключены в тюрьму Годфрид ван Дёйнен, пастор Горкума, и Иоанн ван Ойстервейк, регулярный каноник из близлежащего монастыря.
Из тюрьмы в Горкуме, где их держали с 26 июня по 6 июля, первые пятнадцать заключённых были переведены в Брилле. По пути в Дордрехт их за деньги выставляли на обозрение любопытным. На следующий день Виллем II де ла Марк, командующий гёзами, допросил их и приказал устроить диспут. К тому времени к ним добавилось ещё четверо арестованных: приходской священник Иоанн ван Хорнар, узнав об аресте священнослужителей Горкума, пришёл в город, чтобы их причастить, но был схвачен и заключён в тюрьму вместе с остальными; Иаков Лакобс, викарий в Монстере, Южная Голландия; Адриан ван Хилваренбек, бывший приходской священник в Монстре, которого отправили в Брилле с Иаковом Лакобсом; и Андрей Вутерс, пастор Хайненорда. От них требовали отказаться от веры в Пресуществление, доктрины о реальном присутствии Христа в Святом Таинстве, а также от веры в превосходство папы римского. Все остались тверды в своей вере. Не смотря на то, что пришло письмо от принца Оранского Вильгельма Молчаливого с приказом не трогать священников и монахов, девятнадцать клириков повесили 9 июля.

## Прославление
По легенде на месте их мученической смерти вырос куст с 19 белыми цветами. Беатификация мучеников состоялась 14 ноября 1675 года, а их канонизация — 29 июня 1867 года. Причисление мучеников к лику святых, которое произошло в день Петра и Павла, было частью грандиозных торжеств, посвященных 1800-летию со дня мученичества двух апостолов в Риме.
На протяжении многих лет место их мученической смерти в Брилле является объектом паломничества и местом проведения разнообразных торжеств. Реликварий с их останками сейчас хранится в церкви Святого Николая в Брюсселе, Бельгия.

## Список мучеников

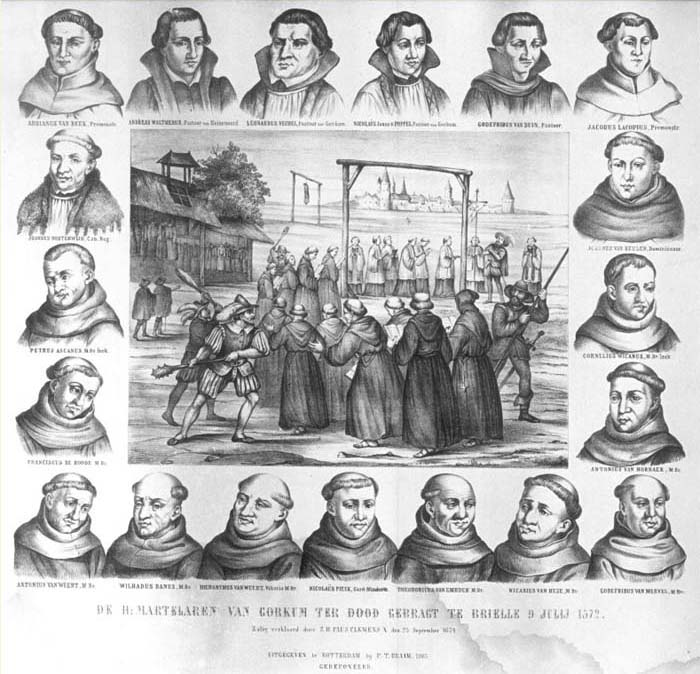
19 горкумских мучеников.

Среди девятнадцати мучеников, казнённых 9 июля 1572 года, были: одиннадцать монахов-францисканцев, один монах-доминиканец, два регулярных каноника-премонстранта и один регулярный каноник-августинец.
1. Леонард ван Вегхел (род. 1527), светский священник, с 1566 года пастор Горкума;
2. Пётр ван Аш (род. 1530), францисканский конверз;
3. Андрей Вутерс (род. 1542), светский священник, пастор Хайненорда на о. Хуксевард;
4. Никасий ван Хезе (род. 1522), монах-францисканец, теолог и священник;
5. Иероним ван Верт (род. 1522), монах-францисканец, священник, пастор в Горкуме;
6. Антоний ван Хорнар, монах-францисканец и священник;
7. Годфрид ван Дёйнен (род. 1502), светский священник, бывший пастор на севере Франции;
8. Виллехад Датский (род. 1482), монах-францисканец и священник;
9. Иаков Лакобс (род. 1541), каноник-премонстрант;
10. Франциск де Руа (род. 1549), монах-францисканец и священник;
11. Иоанн ван Хорнар, монах-доминиканец, пастор в Хорнаре близ Горкума;
12. Антоний ван Верт (род. 1523), монах-францисканец и священник;
13. Теодор ван дер Эм (род. 1499/1502), монах-францисканец и священник;
14. Корнелий ван Вейк-бей-Дюрстеде (род. 1548), францисканский конверз;
15. Адриан ван Хилваренбек (род. 1528), каноник-премонстрант, пастор в Монстере, Южная Голландия;
16. Годфрид ван Мервел (род. 1512), монах-францисканец, викарий Мелверена;
17. Иоанн ван Ойстервейк (род. 1504), регулярный каноник-августинец, капеллан бегинажа в Горкуме;
18. Николай Поппел (род. 1532), светский священник, капеллан в Горкуме;
19. Николай Пик (род. 1534), монах-францисканец, священник и теолог, кустос мужского монастыря в Горкуме.